# Cerny
Pour les articles homonymes, voir Cerny (homonymie).
Cerny (prononcé [sɛʁni] ) est une commune française située à quarante-deux kilomètres au sud de Paris dans le département de l'Essonne en région Île-de-France.
Ses habitants sont appelés les Cernois.

## Géographie

### Situation
| Type d’occupation           | Pourcentage | Superficie (en hectares) |
| --------------------------- | ----------- | ------------------------ |
| Espace urbain construit     | 9,9 %       | 169,95                   |
| Espace urbain non construit | 3,4 %       | 58,47                    |
| Espace rural                | 86,7 %      | 1 491,52                 |
| Source : Iaurif             |             |                          |

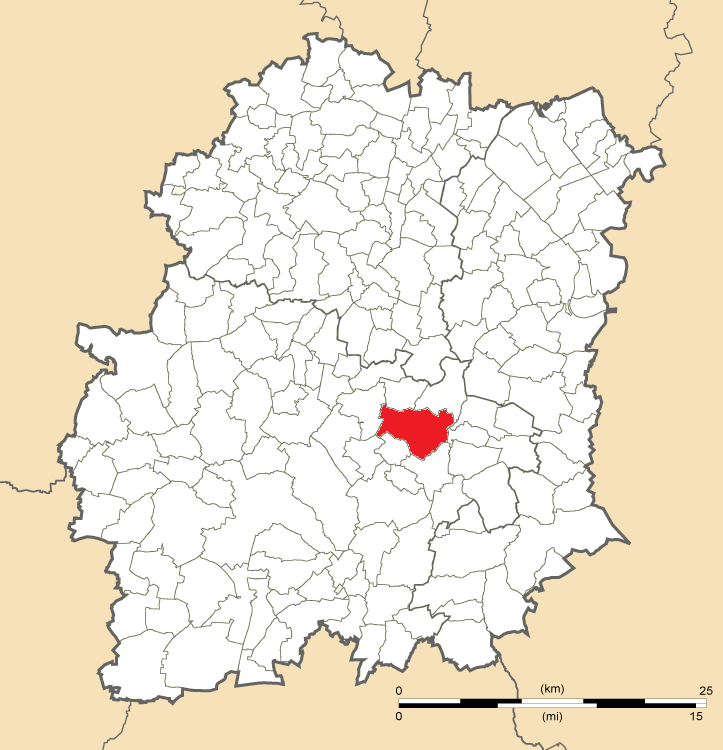
Position de Cerny en Essonne.

Cerny est située à quarante-trois kilomètres au sud de Paris-Notre-Dame, point zéro des routes de France, vingt kilomètres au sud-ouest d'Évry, treize kilomètres au nord-est d'Étampes, deux kilomètres au nord-ouest de La Ferté-Alais, treize kilomètres au nord-ouest de Milly-la-Forêt, quatorze kilomètres au sud-est d'Arpajon, dix-neuf kilomètres au sud-ouest de Corbeil-Essonnes, dix-neuf kilomètres au sud-est de Montlhéry, vingt-quatre kilomètres au sud-est de Dourdan, vingt-sept kilomètres au sud-est de Palaiseau.

### Hydrographie
- La rivière l’Essonne en limite nord-est de la commune.
- Le ruisseau le Ru.

### Communes limitrophes
| Bouray-sur-Juine                      | Itteville            | Baulne         |
| Janville-sur-Juine                    | Cerny                | La Ferté-Alais |
| Villeneuve-sur-Auvers Boissy-le-Cutté | D'Huison-Longueville |                |

### Climat
Pour des articles plus généraux, voir Climat de l'Île-de-France et Climat de l'Essonne.
En 2010, le climat de la commune est de type climat océanique dégradé des plaines du Centre et du Nord, selon une étude du CNRS s'appuyant sur une série de données couvrant la période 1971-2000. En 2020, Météo-France publie une typologie des climats de la France métropolitaine dans laquelle la commune est exposée à un climat océanique altéré et est dans la région climatique Sud-ouest du bassin Parisien, caractérisée par une faible pluviométrie, notamment au printemps (120 à 150 mm) et un hiver froid (3,5 °C).
Pour la période 1971-2000, la température annuelle moyenne est de 11,2 °C, avec une amplitude thermique annuelle de 15,5 °C. Le cumul annuel moyen de précipitations est de 661 mm, avec 10,7 jours de précipitations en janvier et 7,7 jours en juillet. Pour la période 1991-2020, la température moyenne annuelle observée sur la station météorologique la plus proche, située sur la commune de Courdimanche-sur-Essonne à 8 km à vol d'oiseau, est de 11,6 °C et le cumul annuel moyen de précipitations est de 594,8 mm,. Pour l'avenir, les paramètres climatiques de la commune estimés pour 2050 selon différents scénarios d'émission de gaz à effet de serre sont consultables sur un site dédié publié par Météo-France en novembre 2022.

### Voies de communication et transports
Cerny  est desservie par les lignes de bus 4305 ,TàD 4305,4306, TàD 4306, 4321, 4345, 4347, 4348, 4349 du réseau de bus Essonne Sud Est et des lignes 331 ,319 ,324, 325 du réseau de bus Essonne Sud Ouest
Le sentier de grande randonnée GR 1 traverse le territoire de la commune et se prolonge vers Boissy-le-Cutté au sud-ouest et Janville-sur-Juine au nord-ouest.

### Lieux-dits
- Le Grand Boinveau, Orgemont, Montmirault, Pont de Villiers.

## Urbanisme

### Typologie
Au 1er janvier 2024, Cerny est catégorisée ceinture urbaine, selon la nouvelle grille communale de densité à sept niveaux définie par l'Insee en 2022.
Elle appartient à l'unité urbaine de La Ferté-Alais, une agglomération intra-départementale regroupant quatre  communes, dont elle est ville-centre,,. Par ailleurs la commune fait partie de l'aire d'attraction de Paris, dont elle est une commune de la couronne,. Cette aire regroupe 1 929 communes,.

## Toponymie
Elle porta le nom de Sernin[réf. nécessaire]. Elle fut créée en 1793 avec son nom actuel.
En l'absence de formes anciennes bien attestées, les toponymistes se contentent de rapprocher ce nom des autres Cerny plus riches en attestations anciennes.
Albert Dauzat et Charles Rostaing rattachent Cerny à Cerny-en-Laonnois (Aisne, Cesurnicum en 530, Cerni en 1150) dont l'élément Cern- s'explique par le nom de personne latin Cernius ou Serenius.
Ernest Nègre y voit aussi le nom de personne roman Serenus mais réfute la comparaison avec Cerny-en-Laonnois qu'il considère issu d'un autre anthroponyme.
En revanche, l'interprétation de la finale -y fait l'unanimité chez les spécialistes : il s'agit du suffixe (-i)-acum d'origine gauloise et marquant la propriété.

## Histoire
On a découvert sur le territoire de la commune, au lieu-dit « Parc aux Bœufs », un site qui servira de référence pour définir un faciès de la culture néolithique du Bassin Parisien (deuxième moitié du Ve millénaire av. J.-C.) appelé culture de Cerny.
Les seigneurs de Villiers, les Selve, résidaient au château du même nom. Ils voulaient prendre le titre de seigneurs de Cerny, mais ils se virent contester ce titre à plusieurs reprises. Différents arrêts du parlement de Paris le leur refusèrent, mais les seigneurs de Villiers mécontents, obligèrent les habitants de Cerny, pendant tout le cours du XVIIIe siècle à venir moudre le blé à leur moulin, les empêchant de porter les grains ailleurs.
Une sentence datée de 1748 vint anéantir ces diverses prétentions. Aux états généraux, elles se feront jour une dernière fois. Sur invitations qu'ils en reçurent du bailli d'Étampes, les habitants de Cerny se réunirent le 5 mars 1789 et nommèrent pour défendre leurs intérêts François Barbillon et Pierre Metivet, tous deux cultivateurs. Pour le clergé, le représentant fut Devaux, curé de la paroisse de Fontaine-la-Rivière, procureur de Durand, curé de Cerny et le comte de Selve pour la noblesse. Après appel nominal de chacun des députés, on prit jour pour la rédaction des Cahiers de plaintes et doléances du bailliage, pour les états généraux de Versailles du 27 avril, ce cahier comportait huit chapitres divisés en articles.
Pendant l'année 1794 au plus fort de la Terreur, le comité de surveillance de Cerny provoqua quelques tentatives d'arrestations. Plusieurs mois durant, on rechercha le comte de Selve d'Audeville, qui était demeuré dans son château de Villiers pendant les premières années de la Révolution. Quand il s'aperçut du danger qu'il courait, le comte voulut émigrer, mais il était trop tard. Il fut néanmoins caché par des paysans et rentra dans son château après le 9 Thermidor. Ses biens ne furent pas confisqués puisqu'il n'avait pas émigré.

## Politique et administration

### Politique locale
La commune de Cerny est rattachée au canton d'Étampes.
L'Insee attribue à la commune le code 91 1 11 129. La commune de Cerny est enregistrée au répertoire des entreprises sous le code SIREN 219 101 292. Son activité est enregistrée sous le code APE 8411Z.

### Liste des maires
| Période                                  | Période                    | Identité                | Étiquette      | Qualité |
| ---------------------------------------- | -------------------------- | ----------------------- | -------------- | --- |
| Les données manquantes sont à compléter. |                            |                         |                | |
| 1851                                     | 1868                       | Claude Georges de Selve |                | Propriétaire et chef de bataillon de la Garde nationale, marquis d'Audeville Conseiller général de La Ferté-Alais (1848 → 1868) Chevalier de la Légion d'honneur (15 août 1868)         |
| Les données manquantes sont à compléter. |                            |                         |                | |
| ca. 1999                                 |                            | Thierry Carnot          |                | Médecin généraliste à La Ferté-Alais, arrière-petit-fils de Sadi Carnot |
| mars 2001                                | En cours (au 5 avril 2022) | Marie-Claire Chambaret  | DVD (app. UDI) | Conseillère départementale d'Étampes (2015 → ) Vice-présidente du conseil départemental (2021 → ) 1re vice-présidente de la CC du Val d'Essonne Chevalier de l'Ordre national du Mérite |

### Tendances et résultats politiques
Élections présidentielles, résultats des deuxièmes tours :
- Élection présidentielle de 2002 : 80,42 % pour Jacques Chirac (RPR), 19,58 % pour Jean-Marie Le Pen (FN), 80,98 % de participation[38].
- Élection présidentielle de 2007 : 57,57 % pour Nicolas Sarkozy (UMP), 42,43 % pour Ségolène Royal (PS), 86,03 % de participation[39].
- Élection présidentielle de 2012 : 53,97 % pour Nicolas Sarkozy (UMP), 46,03 % pour François Hollande (PS), 83,29 % de participation[40].

Élections législatives, résultats des deuxièmes tours :
- Élections législatives de 2002 : 61,68 % pour Franck Marlin (UMP), 38,32 % pour Gérard Lefranc (PCF), 60,89 % de participation[41].
- Élections législatives de 2007 : 50,70 % pour Franck Marlin (UMP) élu au premier tour, 22,25 % pour Marie-Agnès Labarre (PS), 63,86 % de participation[42].
- Élections législatives de 2012 : 59,79 % pour Franck Marlin (UMP), 40,21 % pour Béatrice Pèrié (PS), 54,79 % de participation[43].

Élections européennes, résultats des deux meilleurs scores :
- Élections européennes de 2004 : 25,80 % pour Harlem Désir (PS), 13,48 % pour Patrick Gaubert (UMP), 43,86 % de participation[44].
- Élections européennes de 2009 : 26,07 % pour Michel Barnier (UMP), 18,85 % pour Daniel Cohn-Bendit (Les Verts), 42,17 % de participation[45].

Élections régionales, résultats des deux meilleurs scores :
- Élections régionales de 2004 : 47,84 % pour Jean-Paul Huchon (PS), 37,19 % pour Jean-François Copé (UMP), 68,24 % de participation[46].
- Élections régionales de 2010 : 55,39 % pour Jean-Paul Huchon (PS), 44,61 % pour Valérie Pécresse (UMP), 47,65 % de participation[47].

Élections cantonales, résultats des deuxièmes tours :
- Élections cantonales de 2001 : données manquantes.
- Élections cantonales de 2008 : 52,78 % pour Guy Gauthier (UMP), 47,22 % pour Élisabeth Blond (PS), 46,77 % de participation[48].

Élections municipales, résultats des deuxièmes tours :
- Élections municipales de 2001 : données manquantes.
- Élections municipales de 2008 : 1 067 voix pour Rémi Heude (?), 1 062 voix pour Anne Delaleu (?), 65,42 % de participation[49].

Référendums :
- Référendum de 2000 relatif au quinquennat présidentiel : 71,25 % pour le Oui, 28,75 % pour le Non, 31,05 % de participation[50].
- Référendum de 2005 relatif au traité établissant une Constitution pour l'Europe : 55,56 % pour le Non, 44,44 % pour le Oui, 72,10 % de participation[51].

### Jumelages
La commune de Cerny n'a développé aucune association de jumelage.

## Population et société

### Démographie

#### Évolution démographique
L'évolution du nombre d'habitants est connue à travers les recensements de la population effectués dans la commune depuis 1793. Pour les communes de moins de 10 000 habitants, une enquête de recensement portant sur toute la population est réalisée tous les cinq ans, les populations de référence des années intermédiaires étant quant à elles estimées par interpolation ou extrapolation. Pour la commune, le premier recensement exhaustif entrant dans le cadre du nouveau dispositif a été réalisé en 2008.

En 2022, la commune comptait 3 425 habitants, en évolution de +3,26 % par rapport à 2016 (Essonne : +2,89 %, France hors Mayotte : +2,11 %).
| 1793 | 1800 | 1806 | 1821 | 1831 | 1836 | 1841 | 1846 | 1851 |
| ---- | ---- | ---- | ---- | ---- | ---- | ---- | ---- | ---- |
| 681  | 832  | 775  | 799  | 917  | 881  | 842  | 849  | 883  |

| 1856 | 1861 | 1866 | 1872 | 1876 | 1881 | 1886 | 1891 | 1896 |
| ---- | ---- | ---- | ---- | ---- | ---- | ---- | ---- | ---- |
| 839  | 852  | 908  | 882  | 842  | 826  | 857  | 985  | 912  |

| 1901 | 1906 | 1911 | 1921 | 1926 | 1931 | 1936 | 1946 | 1954  |
| ---- | ---- | ---- | ---- | ---- | ---- | ---- | ---- | ----- |
| 900  | 821  | 873  | 807  | 845  | 891  | 836  | 958  | 1 037 |

| 1962  | 1968  | 1975  | 1982  | 1990  | 1999  | 2006  | 2008  | 2013  |
| ----- | ----- | ----- | ----- | ----- | ----- | ----- | ----- | ----- |
| 1 060 | 1 200 | 1 659 | 2 258 | 2 774 | 3 066 | 3 217 | 3 233 | 3 353 |

| 2018  | 2022  | - | - | - | - | - | - | - |
| ----- | ----- | - | - | - | - | - | - | - |
| 3 354 | 3 425 | - | - | - | - | - | - | - |

#### Pyramide des âges
En 2018, le taux de personnes d'un âge inférieur à 30 ans s'élève à 33,6 %, soit en dessous de la moyenne départementale (39,9 %). À l'inverse, le taux de personnes d'âge supérieur à 60 ans est de 25,1 % la même année, alors qu'il est de 20,1 % au niveau départemental.
En 2018, la commune comptait 1 669 hommes pour 1 685 femmes, soit un taux de 50,24 % de femmes, légèrement inférieur au taux départemental (51,02 %).
Les pyramides des âges de la commune et du département s'établissent comme suit.
| Hommes | Classe d’âge | Femmes |
| ------ | ------------ | ------ |
| 0,5    | 90 ou +      | 2,0    |
| 6,1    | 75-89 ans    | 8,5    |
| 16,5   | 60-74 ans    | 16,6   |
| 22,2   | 45-59 ans    | 22,5   |
| 18,8   | 30-44 ans    | 19,3   |
| 16,2   | 15-29 ans    | 13,9   |
| 19,7   | 0-14 ans     | 17,3   |

| Hommes | Classe d’âge | Femmes |
| ------ | ------------ | ------ |
| 0,5    | 90 ou +      | 1,4    |
| 5,4    | 75-89 ans    | 7,2    |
| 12,9   | 60-74 ans    | 13,9   |
| 20     | 45-59 ans    | 19,4   |
| 19,9   | 30-44 ans    | 20,1   |
| 20     | 15-29 ans    | 18,2   |
| 21,3   | 0-14 ans     | 19,8   |

### Enseignement
Les élèves de Cerny sont rattachés à l'académie de Versailles. La commune dispose sur son territoire de l'école maternelle René-Boinier et de l'école élémentaire des Hélices-Vertes ainsi que du lycée professionnel Alexandre-Denis.

### Santé
La commune dispose sur son territoire de l'établissement d'hébergement pour personnes âgées dépendantes Degommier.

### Services publics
La commune dispose sur son territoire d'une agence postale installée dans l'aile gauche du château de Cerny et d'une bibliothèque, située près de l'école maternelle.

### Sports

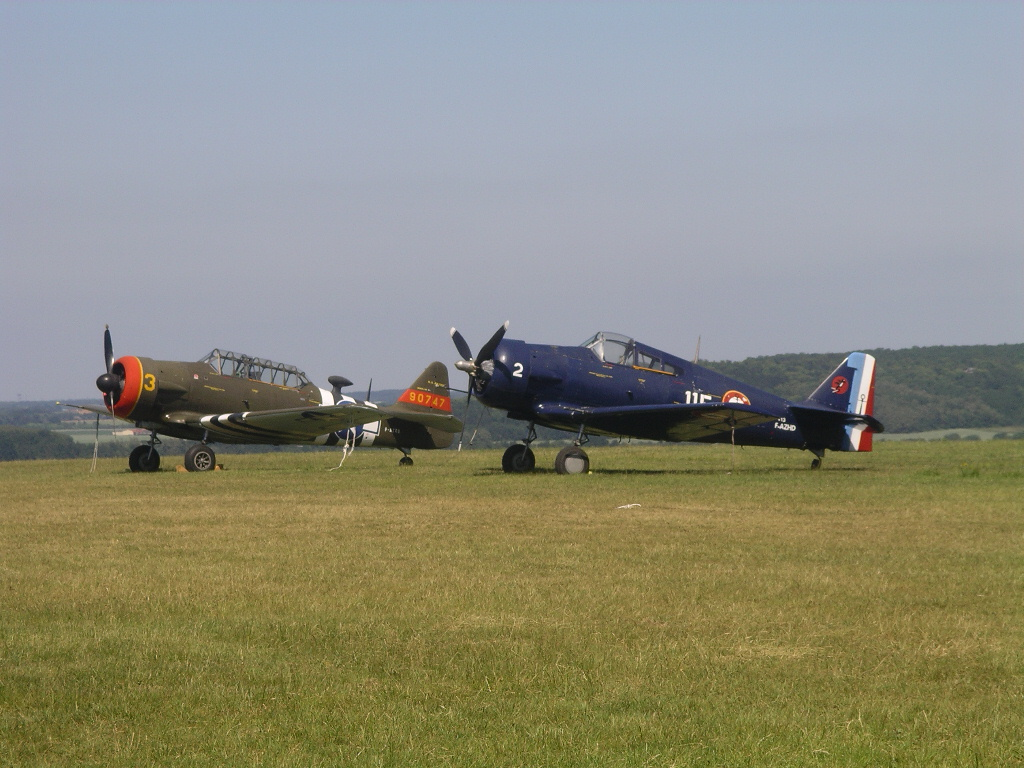
L'aérodrome de la Ferté-Alais.

L'aérodrome est le siège de l'amicale Jean-Baptiste-Salis et de son musée volant, haut lieu en France de la collection et de la restauration d'avions anciens. À chaque Pentecôte s'y déroule une fête aérienne de renommée internationale.
Le Trial Club de Cerny dispose du seul terrain de biketrial d'Ile-de-France. Des compétitions de niveau national (Coupe de France) y sont régulièrement organisées (en 2010 et 2013). 

### Lieux de culte
La paroisse catholique de Cerny est rattachée au secteur pastoral de La Ferté-Alais-Val d'Essonne et au diocèse d'Évry-Corbeil-Essonnes. Elle dispose de l'église Saint-Pierre.

### Médias
L'hebdomadaire Le Républicain relate les informations locales. La commune est en outre dans le bassin d'émission des chaînes de télévision France 3 Paris Île-de-France, IDF1 et Téléssonne intégré à Télif.

## Économie

### Emplois, revenus et niveau de vie
En 2010, le revenu fiscal médian par ménage était de 44 396 €, ce qui plaçait Cerny au 973e rang parmi les 31 525 communes de plus de 39 ménages en métropole.
| Répartition des emplois par catégories socioprofessionnelles en 2006. |              |                                           |                                                   |                            |                          |                           |
|                                                                       | Agriculteurs | Artisans, commerçants, chefs d’entreprise | Cadres et professions intellectuelles supérieures | Professions intermédiaires | Employés                 | Ouvriers                  |
| Cerny                                                                 | 1,8 %        | 7,6 %                                     | 16,3 %                                            | 29,3 %                     | 23,5 %                   | 21,6 %                    |
| Zone d’emploi d’Évry                                                  | 0,3 %        | 4,0 %                                     | 20,2 %                                            | 29,6 %                     | 28,2 %                   | 17,7 %                    |
| Moyenne nationale                                                     | 2,2 %        | 6,0 %                                     | 15,4 %                                            | 24,6 %                     | 28,7 %                   | 23,2 %                    |
| Répartition des emplois par secteurs d’activités en 2006.             |              |                                           |                                                   |                            |                          |                           |
|                                                                       | Agriculture  | Industrie                                 | Construction                                      | Commerce                   | Services aux entreprises | Services aux particuliers |
| Cerny                                                                 | 1,2 %        | 19,5 %                                    | 14,7 %                                            | 8,9 %                      | 5,6 %                    | 3,7 %                     |
| Zone d’emploi d’Évry                                                  | 0,9 %        | 13,5 %                                    | 5,4 %                                             | 14,6 %                     | 16,2 %                   | 6,9 %                     |
| Moyenne nationale                                                     | 3,5 %        | 15,2 %                                    | 6,4 %                                             | 13,3 %                     | 13,3 %                   | 7,6 %                     |
| Sources : Insee,                                                      |              |                                           |                                                   |                            |                          |                           |

## Culture locale et patrimoine

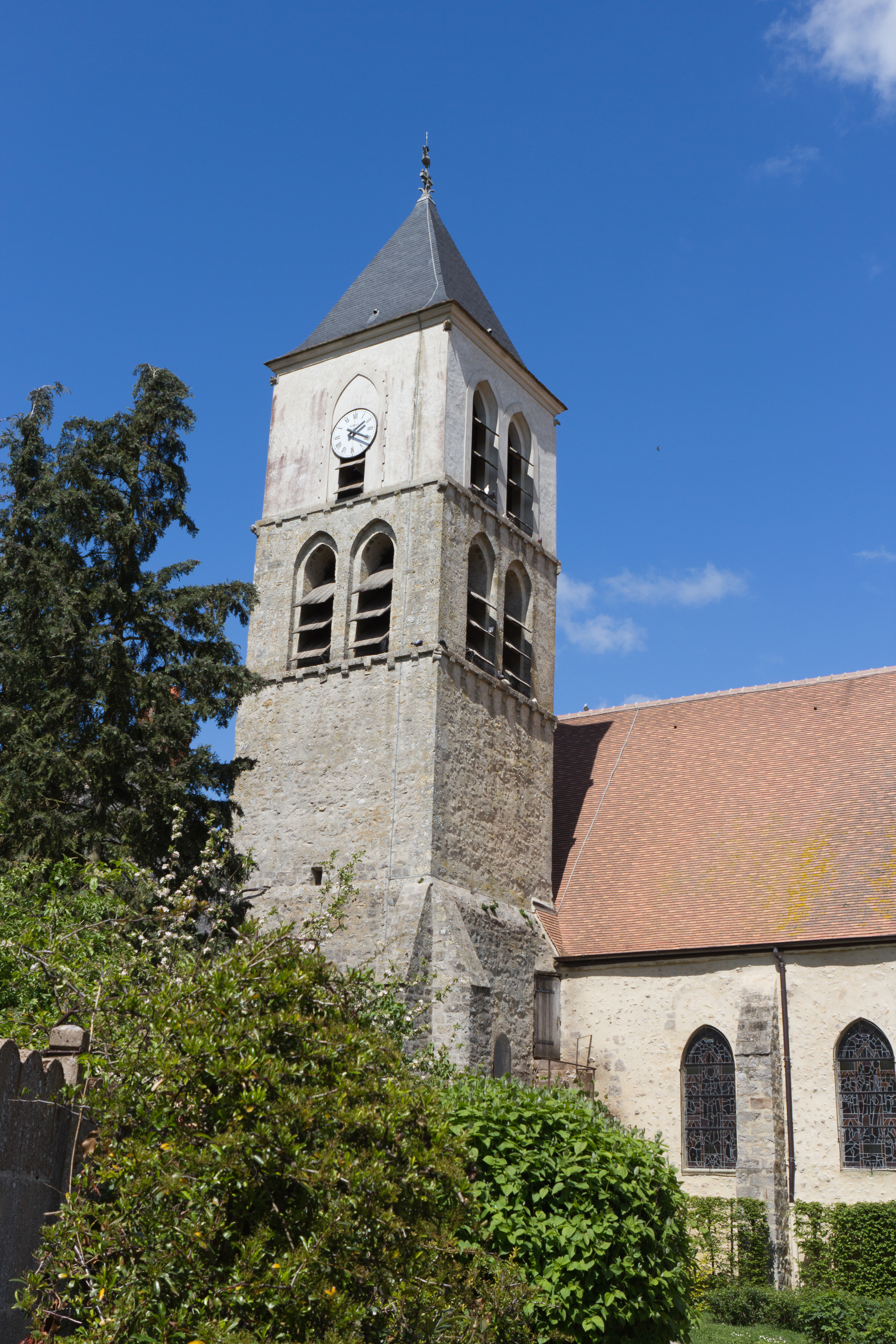
L'église Saint-Pierre.

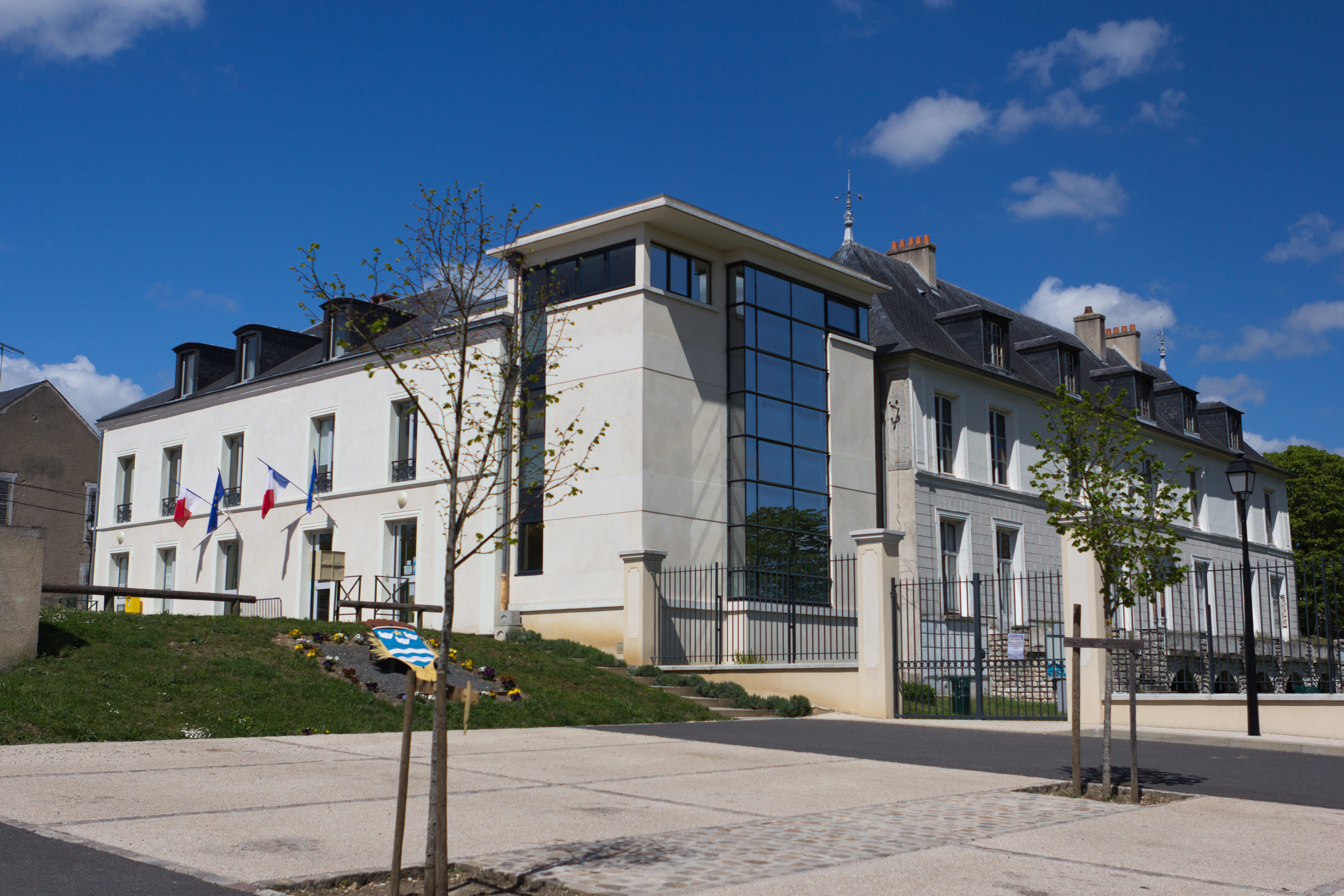
Le château de Cerny siège actuel de la mairie.

### Lieux et monuments
- L'église Saint-Pierre du XIIIe siècle a été inscrite aux monuments historiques en 1948[66],[67].

Jusqu'à la Révolution le clocher de Cerny contenait trois cloches, il n'en renferme plus qu'une, fondue au XVIe siècle, en 1558 : cette cloche ne mesure pas moins de 3,25 m de circonférence, sur 1,10 m de haut, elle est ornée d'une inscription, de sept médaillons et d'une bordure. L'inscription en caractères gothiques de 30 à 25 millimètres est la suivante : « Je fuz faicte en l'An mil V c L VIII et fuz nommée marie par noble home Lazare desselve sr de Villiers et damoile katrila fe ». Cette dernière formule nous rappelle que Lazare de Selve avait épousé Catherine Pignard en 1534.
- Le château de Cerny, propriété de la commune, centre administratif municipal (agence postale, syndicats intercommunaux, services sociaux, …)[68].
- Le château de Villiers. Le fief de Villiers est donné par François Ier à Jean de Selve, après que ce dernier a négocié le traité de Madrid de 1526. Les comtes puis marquis de Selve le conservent pendant plusieurs siècles. Les plans du parc ont été exécutés selon la nouvelle méthode du comte de Choulot, d'après la liste publiée en annexe de son livre L'Art des Jardins (1863). Par la suite, ce château a été la propriété de Philippe Clay, chanteur.
- Le château de Presles, propriété de la famille Carnot[69].
- L'ancienne mairie-école[70].
- Musée de l'Amicale aéronautique Jean-Baptiste-Salis[71].
- Les marais à l'est, les carrières et les bois disséminés sur le territoire ont été recensés au titres des espaces naturels sensibles par le conseil général de l'Essonne[72].
- Cerny a donné son nom au Groupe de Cerny, groupe culturel du Néolithique (site du Parc-aux-Bœufs).

### Personnalités liées à la commune
Différents personnages publics sont nés, décédés ou ont vécu à Cerny :
- Jean de Selve (1475-1529), homme politique, en était le seigneur ;
- Sadi Carnot (1837-1894), président de la République française, y séjourna ;
- Cécile Carnot (1841-1898), veuve de l'ancien président français Sadi Carnot, est morte au château de Presles ;
- Jean-Baptiste Salis (1896-1967), aviateur et collectionneur d'avions anciens, fondateur de l'aérodrome de La Ferté-Alais ;
- Philippe Clay (1927-2007), chanteur et acteur, y vécut ;

### Héraldique
| Blason de Cerny | Blason  | Coupé : au premier d'azur à trois merlettes d'argent accompagnées en chef d'une étoile du même, au deuxième aussi d'azur à deux fasces ondées d’argent. L'écu timbré de la couronne murale d'or à trois tours crénelées est soutenu par deux gerbes d’or, mouvant de la pointe, retenues par un lien d'azur. |
| Blason de Cerny | Détails | Il a été adopté lors du conseil municipal du 26 mars 1960 et correspond aux armes associées des familles Carnot au premier, et de Selve au second. |

Armes de la Famille Carnot.
Armes des Selve.

### Cerny dans les arts et la culture
- Cerny a servi de lieu de tournage pour les films L'aventure c'est l'aventure de Claude Lelouch sorti en 1972, Mais où est donc passée la septième compagnie ? de Robert Lamoureux sorti en 1973, L'As des as de Gérard Oury sorti en 1982[73] et du téléfilm La Légende vraie de la tour Eiffel de Simon Brook diffusé en 2005[74].